# Indophantes barat
Indophantes barat là một loài nhện trong họ Linyphiidae.
Loài này thuộc chi Indophantes. Indophantes barat được Michael Ilmari Saaristo & Andrei V. Tanasevitch miêu tả năm 2003.